# Řehoř Barbarigo
Svatý Řehoř Barbarigo (16. září 1625, Benátky – 17. června 1697 Padova, obojí tehdy Benátská republika, dnešní Itálie) byl kardinál, biskup, katolický diplomat, zakladatel seminářů a škol výchovných jazyků a zakladatel mnohojazyčné tiskárny, horlivý kněz a boží služebník.

## Život
Narodil se v roce 1625 do bohaté a vážené benátské rodiny. Jeho otec byl diplomatem a diplomatickou dráhu plánoval také pro svého syna, kterého nechal vystudovat právo na univerzitě v Padově. Podle pramenů patřil k nejlepším diplomatům v celé Evropě, zúčastnil se kongresu v Münsteru na jednání o skončení náboženské války, která dostávala podobu boje o evropskou nadvládu mezi Rakouskem a Francií. Výsledky jednání byly pak stvrzeny Vestfálskou smlouvou o míru. Na konferenci se seznámil i s papežským zástupcem Fabiem Chigi (pozdějším papežem Alexandrem VII.). Po návratu do Benátek byl zapsán do „Rady moudrých“, ačkoliv nedosahoval požadovaného věku.
V prosinci 1655 se stal knězem v Padově. V roce 1657 zachvátila Řím nákaza moru a Řehoř byl v té době povolán papežem Alexandrem VII., jejž znal již z Vestfálské konference, povolán do Říma, aby ho papež jmenoval biskupem v Bergamu. Během morové epidemie se snažil pomáhat nemocným.

V roce 1660 se stal kardinálem a v roce 1664 jako biskup přesídlil do Padovy. Zde během svého působení založil seminář a školu výchovných jazyků a mnohojazyčnou tiskárnu, za což byl uznáván a obdivován mezi mocnáři, vědci i umělci.

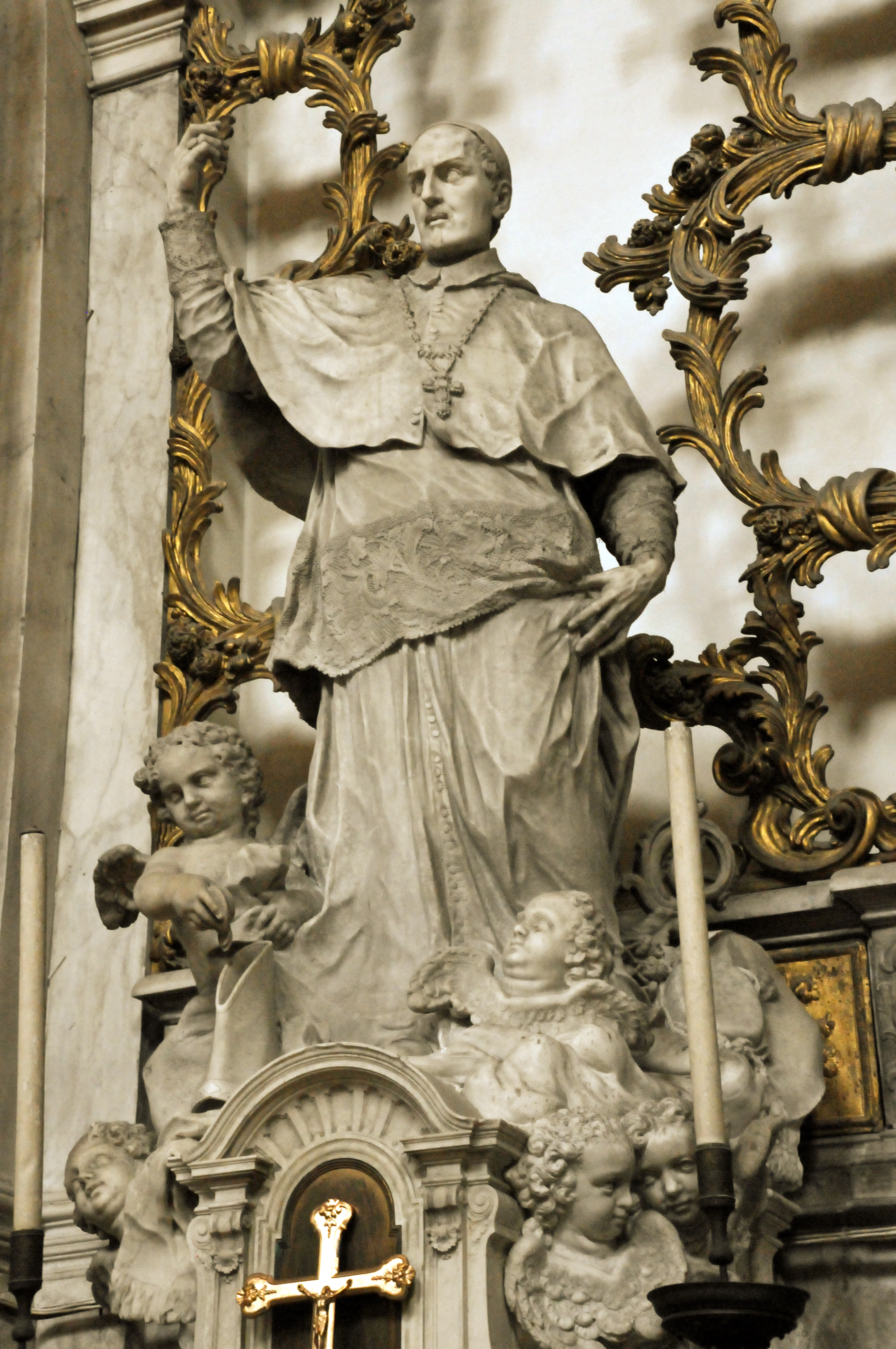
Socha svatého Řehoře Barbariga v kostele svaté Marie Zobenigo v Benátkách

Více nežli biskupovi se Řehoř Barbarigo svým způsobem života podobal kajícímu řeholníkovi. V Padově byl pastýřem 33 let, během této doby byl zároveň papežským poradcem a zvolen kardinálem. Po smrti papeže Alexandra VII. šířil mezi kardinály o sobě špatnou pověst, protože sám nechtěl převzít pontifikát. Papežem nakonec zvolen nebyl, a tak zemřel jako padovský biskup a byl pohřben v padovské katedrále. 6. července 1791 ho blahořečil papež Klement XIII. a o téměř dvě století později ho papež Jan XXIII. 26. května 1960 svatořečil.